# Gouvernement Victor de Broglie
Monarchie de Juillet
Gouvernement Édouard Mortier Gouvernement Adolphe Thiers I
Le ministère Broglie, huitième ministère de la monarchie de Juillet, est formé le 12 mars 1835 sous la présidence du duc de Broglie pour succéder au ministère Mortier. Comprenant entre 8 et 9 membres, il reste en place jusqu'au 22 février 1836.

## Constitution
Le ministère Mortier se décompose progressivement à partir du début de 1835, en raison du manque d'autorité du président du Conseil et de la mésentente grandissante entre Thiers et Guizot. Le premier a notamment imaginé, en février, de passer de l'Intérieur aux Affaires étrangères, mais il se heurte au refus de Guizot, qui entend réserver la place pour le duc de Broglie et, par conséquent, y maintenir pour l'instant l'amiral de Rigny.
L'opposition, de son côté, chante une de ses antiennes favorites : l'absence de véritable président du Conseil. Deux opuscules publiés au début de 1835 nourrissent la polémique : l’Adresse d'un constitutionnel aux constitutionnels, publiée anonymement mais écrite par le comte Rœderer, et Ce que c'est que régner, gouverner, administrer et du Conseil des ministres du baron Massias, ancien consul général à Dantzig sous l'Empire.
En ce début de 1835, le terrain est donc propice au retour aux affaires d'un président du Conseil fort, après trois maréchaux glorieux mais de peu d'autorité, et tout le monde songe au duc de Broglie. Il reste à convaincre Louis-Philippe, prévenu contre ce grand seigneur dédaigneux, dont les vues ne concordent pas avec les siennes dans le domaine de la politique étrangère.
« Les ministres, rapporte la duchesse de Maillé, détestent Louis-Philippe. Il les impatiente horriblement par son tatillonnage et sa manière de tout faire, de tout savoir, et de vouloir les tenir dans sa dépendance. Ils ne lui accordent pas l'habileté qu'il croit avoir, ni que beaucoup de personnes lui attribuent. Ils trouvent qu'il les gêne bien plus qu'il ne leur est utile, de sorte qu'ils voulaient absolument un Premier ministre, qui ne fût pas un homme de paille comme le duc de Trévise, et ils désiraient le duc de Broglie parce qu'il est le résumé d'un vrai doctrinaire et que d'ailleurs il était bien aise de rentrer au ministère. [...] La répugnance de Louis-Philippe pour lui est très connue. »
Pour les députés de la Résistance, la nomination du duc de Broglie s'impose d'autant plus, puisqu'on veut un président du Conseil fort, que c'est celui dont Louis-Philippe ne veut pas. Le roi, de son côté, voudrait bien échapper encore une fois à un vrai Premier ministre : « Qu'avez-vous besoin d'un président du Conseil ? , dit-il à Guizot et Thiers. Est-ce que vous n'êtes pas d'accord entre vous ? Est-ce que je ne suis pas d'accord avec vous ? Vous avez la majorité des chambres. Vous y faites les affaires comme vous l'entendez et je trouve que vous les faites bien. Pourquoi s'inquiéter d'autre chose ? » Aussi Louis-Philippe sollicite-t-il successivement, mais sans succès, Molé, Dupin, Soult, Sébastiani et Gérard. Finalement, après trois semaines de tractations infructueuses, le roi se résout à appeler le duc de Broglie en acceptant ses conditions, qui sont peu ou prou les mêmes que celles qu'avait posées Casimir Perier, avec la possibilité pour le président du Conseil de tenir des conseils de cabinet hors la présence du roi.
Le nouveau ministère est officiellement constitué le 12 mars 1835. Le duc de Broglie prend la présidence du Conseil et retrouve les Affaires étrangères. Pour équilibrer l'influence des doctrinaires, Thiers a conditionné sa participation au choix du ministre de la Guerre, qu'il a fait porter sur le maréchal Maison. L'amiral de Rigny, qui a dû céder les Affaires étrangères, est nommé ministre sans portefeuille : malade, il ne tarde pas à mourir, le 6 novembre 1835. Pour le reste, tous les membres du ministère Mortier restent à leur place : Thiers à l'Intérieur, Guizot à l'Instruction publique, Persil à la Justice et aux Cultes, Duchâtel au Commerce, Duperré à la Marine, Humann aux Finances.
Pour Louis-Philippe, la reconstitution du triumvirat Broglie-Guizot-Thiers qui lui avait tant déplu dans le premier ministère Soult n'est rendue acceptable que par la perspective de lever l'hypothèque Broglie, comme il avait levé l'hypothèque Laffitte, en usant le nouveau président du Conseil par l'exercice du pouvoir. Il pourra ensuite, espère-t-il, choisir un président du Conseil selon son cœur et il songe déjà à Molé, à qui il écrit le 12 mars 1835 : « Tout est arrangé, comme vous le savez sans doute, et ce n'est pas pour vous l'apprendre que je vous écris, mais pour vous parler de mes sentiments pour vous et vous dire combien les nouveaux rapports que nous avons eus ensemble ont ajouté à l'amitié que je vous avais vouée depuis les premiers. »

## Composition
- Président du Conseil : Victor de Broglie
- Ministre sans portefeuille (1) : Henri de Rigny (décès le 6 novembre 1835)
- Ministres chargés d'un département ministériel (8) :
  - Ministre des Affaires étrangères : Victor de Broglie
  - Ministre de l'Intérieur : Adolphe Thiers
  - Ministre de la Justice et des Cultes : Jean-Charles Persil
  - Ministre de la Guerre par intérim : Henri de Rigny jusqu'au 30 avril 1835)
  - Ministre de la Guerre : Nicolas Joseph Maison à partir du 30 avril 1835)
  - Ministre des Finances :
    - 12 mars 1835 - 18 janvier 1836 : Georges Humann
    - 18 janvier 1836 - 22 février 1836 : Antoine Maurice Apollinaire d'Argout

  - Ministre de la Marine et Colonies : Guy-Victor Duperré
  - Ministre de l'Instruction publique : François Guizot
  - Ministre du Commerce : Tanneguy Duchâtel
- Sous-secrétaire d’État :
  - Sous-secrétaire d'État à l'Intérieur : Adrien de Gasparin (4 avril 1835)

## Fin
Le 14 janvier 1836, alors que la discussion budgétaire s'ouvre devant la Chambre des députés, le ministre des Finances, Humann, lance, sans en avoir averti ni le roi, ni le président du Conseil, une véritable bombe en annonçant son intention de procéder à une conversion de la rente française 5 % en vue de réduire le poids de la dette publique. Or une telle mesure ne peut manquer d'inquiéter la bourgeoisie, qui forme l'essentiel des troupes électorales de la majorité.
À la suite d'un Conseil des ministres mouvementé, le cabinet impose à Humann de démissionner et il est remplacé le 18 janvier par le comte d'Argout. Mais la machine parlementaire est lancée : le jour même, devant la Chambre des députés, le duc de Broglie justifie la démission de Humann en faisant valoir que la proposition de conversion a été présentée par lui alors qu'elle ne correspond pas à la délibération collective du ministère ; mais, comme un député insiste et cherche à relancer le débat, Broglie coupe court à la discussion en termes jugés trop secs, même s'ils peuvent paraître anodins. Cette réponse suscite l'indignation de la Chambre qui, pour mettre le gouvernement en difficulté, reprend à son compte la proposition de conversion. Celle-ci, présentée par le député Alexandre Goüin, est examinée en lecture publique du 4 au 6 février. Le 5 février, par 194 voix contre 192, les députés repoussent l'ajournement de la proposition, demandé par le gouvernement. Battu, le ministère n'a plus qu'à remettre sa démission.
La chute du ministère Broglie marque une étape importante dans l'installation du parlementarisme : c'est le premier ministère, depuis 1830, à démissionner après avoir été mis en minorité à la Chambre.

### Sources
- Guy Antonetti, Louis-Philippe, Paris, Fayard, 1994
- Benoît Yvert (dir.), Premiers ministres et présidents du Conseil depuis 1815. Histoire et dictionnaire raisonné, Paris, Perrin, 2002 -  (ISBN 2-262-01354-3)